# Cotabato (province)
Cotabato est une province des Philippines.

## Villes et municipalités
Municipalités
- Alamada
- Aleosan
- Antipas
- Arakan
- Banisilan
- Carmen
- Kabacan
- Libungan
- Magpet
- Makilala
- Matalam
- Midsayap
- M'Lang
- Pigkawayan
- Pikit
- President Roxas
- Tulunan

Villes
- Kidapawan